# Bernard Kwiatkowski
Bernard Kwiatkowski (ur. 31 października 1943 w Uciążu) – polski urzędnik państwowy, wojewoda toruński w latach (1992–1997).

## Życiorys
Ukończył studia z dziedziny chemii na Uniwersytecie Mikołaja Kopernika w Toruniu. Pracował w zakładzie „Merinotex”. W latach 1980–1981 był członkiem NSZZ „Solidarność”. W 1990 został wybrany do Rady Miejskiej Torunia, będąc jednocześnie jej delegatem do Sejmiku Samorządowego Województwa Toruńskiego i jego przewodniczącym. W latach 1992–1997 sprawował urząd wojewody toruńskiego. Po odwołaniu ze stanowiska pracował w Agencji Budowy i Eksploatacji Autostrad oraz Dyrekcji Dróg Krajowych i Autostrad w Bydgoszczy. Należał przez kilka lat do Platformy Obywatelskiej.
W 2006 był kandydatem do funkcji wojewody kujawsko-pomorskiego, jednak ostatecznie zrezygnował z ubiegania się o to stanowisko. Od 2004 do 2009 kierował wydziałem inwestycji strategicznych Urzędu Miasta Torunia.